# Bur Amankani
Bur Amankani är ett berg i Indonesien.   Det ligger i provinsen Aceh, i den västra delen av landet, 1 600 km nordväst om huvudstaden Jakarta. Toppen på Bur Amankani är 1 718 meter över havet.
Terrängen runt Bur Amankani är kuperad åt sydost, men åt nordväst är den bergig.Runt Bur Amankani är det glesbefolkat, med 13 invånare per kvadratkilometer. I omgivningarna runt Bur Amankani växer i huvudsak städsegrön lövskog.